# Zoltan Czaka
Zoltan Czaka (în maghiară Zoltán Czáka; n. 2 decembrie 1932, Băile Tușnad, România – d. 12 noiembrie 2013, Miercurea Ciuc, Harghita, România) a fost un jucător român de hochei pe gheață. A concurat în turneele masculine de la Jocurile Olimpice de iarnă din 1964 și de la Jocurile Olimpice de iarnă din 1968.

## Distincții
- Medalia „Meritul Sportiv” clasa I (25 octombrie 1966) „pentru rezultatele deosebite obținute în competițiile sportive internaționale, precum și pentru contribuția valoroasă adusă la dezvoltarea culturii fizice și sportului în țara noastră”[3]